# والدیویا ۲۷۴۱
سیارک ۲۷۴۱ (به انگلیسی: 2741 Valdivia، نامگذاری:1975XG) دو هزار و هفتصد و چهل و یکمین سیارک کشف شده‌است که در ۱ دسامبر ۱۹۷۵ کشف شد.
قدر مطلق سیارک برابر ۱۲٫۰۰ است.